# Renato Caserta
Renato Caserta (Napoli, 19 dicembre 1919 – Napoli, 15 agosto 2007) è stato un giornalista e scrittore italiano.

## Biografia
Inizia la carriera giornalistica su La Barricata, foglio pubblicato clandestinamente nel 1943 durante l'occupazione tedesca di Napoli su iniziativa di Alfredo Parente, stretto collaboratore di Benedetto Croce, che introduce Caserta nei circoli liberali e nel salotto dello stesso Croce. Conseguita la laurea in Lettere e filosofia, Caserta entra all'Istituto italiano per gli studi storici nel 1947. 
Nel frattempo è tra i primi conduttori di "Radio Napoli-Nazioni Unite", nata dalle ceneri di Radio Napoli, emittente fascista, e trasformata dagli Alleati, attraverso la Psychological Warfare Branch - l'ufficio di propaganda con sede su Corso Umberto I - nella principale emittente radiofonica italiana negli anni dell'occupazione. Lì ha modo di stringere rapporti di amicizia e collaborazione con futuri colleghi quali Antonio Ghirelli e Domenico Rea. Nel 1944 entra nella redazione del settimanale La Libertà, che successivamente si trasforma nel quotidiano Il Giornale, organo del Partito Liberale presieduto da Croce, in contrapposizione con la testata comunista La Voce. È redattore di Terza pagina sotto Carlo Zaghi, con il quale intratterrà una lunghissima amicizia, condividendone gli studi sui temi storici. Nel 1950, con il ritorno nelle edicole napoletane dello storico quotidiano Il Mattino, lascia Il Giornale ed è firma culturale, critico musicale e cinematografico e poi notista politico per Il Mattino. Negli anni sessanta si trasferisce a Roma come corrispondente parlamentare e, successivamente, come vicecapo della redazione romana. Nel 1972 fonda l'agenzia di stampa "Iter Parlamentare". In quegli anni si divide tra Roma e Napoli, dov'è diventato caporedattore agli Interni del Mattino.
All'attività di giornalista parlamentare, Caserta affianca quella di critico musicale. È tra i fondatori dell'Ente per la canzone napoletana, di cui è addetto stampa, e tra i promotori del Festival della canzone napoletana. Nel 1959 entra nella giuria della RAI per la selezione delle opere in concorso, dell'orchestra e del regista, fino alla chiusura della manifestazione nel 1970.
Negli ultimi anni si dedica alla pubblicazioni di diversi volumi sulla storia del giornalismo napoletano negli anni del Dopoguerra, sulla canzone napoletana e sulla figura politica e culturale di Benedetto Croce.
Suo fratello gemello è il sacerdote e teologo mons. Aldo Caserta.

## Opere
- Quel buio a Napoli. Il travagliato ritorno dei giornali alla libertà (1943-44), Napoli, ABA, 1997.
- Canzoni e risse. Così finì il Festival di Napoli, Napoli, ABA, 1998.
- Le voci liriche cantano Napoli, Napoli, ABA, 2000.
- Attualità dei discorsi politici di Benedetto Croce, Napoli, Arte Tipografica, 2002.
- Ai due lati della barricata. La resistenza a Napoli e le Quattro giornate, Napoli, Arte Tipografica, 2003.
- Benedetto Croce e la sua Napoli, Napoli, Arte Tipografica, 2005.